# Grand Prix Francie 1962
Grand Prix Francie 1962 (oficiálně XLVIII Grand Prix de l'A.C.F.) se jela na okruhu Rouen-Les-Essarts v Grand-Couronne ve Francii dne 8. července 1962. Závod byl čtvrtým v pořadí v sezóně 1962 šampionátu Formule 1.

## Závod
| Poř.   | No. | Jezdec                  | Konstruktér   | Počet kol | Čas/Odstoupení | Pořadí na startu | Body |
| ------ | --- | ----------------------- | ------------- | --------- | -------------- | ---------------- | ---- |
| 1      | 30  | Dan Gurney              | Porsche       | 54        | 2:07:05.5      | 6                | 9    |
| 2      | 24  | Tony Maggs              | Cooper-Climax | 53        | + 1 kolo       | 11               | 6    |
| 3      | 10  | Richie Ginther          | BRM           | 52        | + 2 kola       | 10               | 4    |
| 4      | 22  | Bruce McLaren           | Cooper-Climax | 51        | + 3 kola       | 3                | 3    |
| 5      | 18  | John Surtees            | Lola-Climax   | 51        | + 3 kola       | 5                | 2    |
| 6      | 38  | Carel Godin de Beaufort | Porsche       | 51        | + 3 kola       | 17               | 1    |
| 7      | 28  | Maurice Trintignant     | Lotus-Climax  | 50        | + 4 kola       | 13               |      |
| 8      | 14  | Trevor Taylor           | Lotus-Climax  | 48        | + 6 kol        | 12               |      |
| 9      | 8   | Graham Hill             | BRM           | 44        | + 10 kol       | 2                |      |
| 10     | 32  | Jo Bonnier              | Porsche       | 43        | Převodovka     | 9                |      |
| Ret    | 12  | Jim Clark               | Lotus-Climax  | 34        | Zavěšení       | 1                |      |
| Ret    | 42  | Jackie Lewis            | Cooper-Climax | 28        | Nehoda         | 16               |      |
| Ret    | 20  | Roy Salvadori           | Lola-Climax   | 21        | Tlak oleje     | 14               |      |
| Ret    | 34  | Masten Gregory          | Lotus-BRM     | 15        | Přehřátí       | 7                |      |
| Ret    | 26  | Jack Brabham            | Lotus-Climax  | 11        | Zavěšení       | 4                |      |
| Ret    | 40  | Jo Siffert              | Lotus-BRM     | 6         | Spojka         | 15               |      |
| Ret    | 36  | Innes Ireland           | Lotus-Climax  | 1         | Defekt         | 8                |      |
| WD     | 16  | Peter Arundell          | Lotus         |           | Neměl auto     |                  |      |
| WD     | -   | Tony Marsh              | BRM           |           | Neměl auto     |                  |      |
| WD     | -   | Colin Davis             | Porsche       |           |                |                  |      |
| WD     | -   | Carlo Abate             | Lotus-Climax  |           |                |                  |      |
| WD     | -   | Ian Burgess             | Cooper-Climax |           |                |                  |      |
| Zdroj: |     |                         |               |           |                |                  |      |

## Průběžné pořadí po závodě
Pohár jezdců
|        | Pořadí | Jezdec        | Body |
| ------ | ------ | ------------- | ---- |
|        | 1      | Graham Hill   | 16   |
|        | 2      | Phil Hill     | 14   |
| 1      | 3      | Bruce McLaren | 12   |
| 1      | 4      | Jim Clark     | 9    |
| 18     | 5      | Dan Gurney    | 9    |
| Zdroj: |        |               |      |

Pohár konstruktérů
|        | Pořadí | Konstruktér   | Body |
| ------ | ------ | ------------- | ---- |
|        | 1      | BRM           | 20   |
| 2      | 2      | Cooper-Climax | 17   |
| 1      | 3      | Lotus-Climax  | 15   |
| 1      | 4      | Ferrari       | 14   |
| 1      | 5      | Porsche       | 12   |
| Zdroj: |        |               |      |